# Ангрекум Магдалены
Angraecum magdalenae (возможные русские названия: Ангрекум Магдалены, или Ангрекум Мадлены, или Ангрекум магдалене) — многолетнее травянистое растение семейства Орхидные (Orchidaceae).

## Природныевариации
По данным Королевских ботанических садов в Кью:
- Angraecum magdalenae var. latiilabellum Bosser, 1965
- Angraecum magdalenae var. magdalenae

## Этимология
Назван в честь Madelaine Drouhard жены ботаника Henri Pirrier de la Bathie.
Вид не имеет устоявшегося русского названия, в русскоязычных источниках обычно используется научное название Angraecum magdalenae.
Английское название — The Madalaine Angraecum или The Snow-White Angraecum.

## Биологическое описание
Моноподиальное растение средних размеров.
Стебель скрыт основаниями листьев.
Листья плотные, кожистые.
Цветонос короткий.
Цветок от 7,5 до 10 см в диаметре с длинной шпорой, чисто белый, очень плотной структуры, восковой, ароматный (в ночное время более интенсивный). Аромат сильный и приятный, его характеризуют, как смесь мускатного ореха с корицей.

## Ареал, экологические особенности
Центральный Мадагаскар
Литофит в расщелинах скал и на участках с тонким слоем гумуса и растительного опада. На высотах от 800 до 2000 метров над уровнем моря. Цветёт в январе.
Некоторые находки: 

Анциранана (1995 г.): 1235 метров над уровнем моря, широта 14º38’30"S, долгота 049º25’30"E

Махадзанга (2003 г.): 1240 метров над уровнем моря, широта 14º10’27"S, долгота 048º56’42"E
Климат острова формируется юго-восточным пассатом и Южно-Индийским антициклоном.
Относится к числу охраняемых видов (второе приложение CITES)

## В культуре
Температурная группа — умеренная. 

Посадка в пластиковые или керамические горшки. Субстрат воздухопроницаемый. В его состав могут входить кусочки сосновой коры средней и крупной фракции, берёзовый уголь, сфагнум, перлит, кварцитовая галька.
Ярко выраженного периода покоя не имеет. В зимнее время полив немного сокращают. Частота полива в период вегетации должна быть подобрана таким образом, чтобы субстрат внутри горшка успевал почти полностью просохнуть, но не успел высохнуть полностью. 

Легко подвергается бактериальным и грибковым заболеваниям при высокой влажности и застое воздуха. 

Относительная влажность воздуха 50-80 %. 

Освещение: 10-15 кЛк.

## Первичныегибриды(грексы)
Зарегистрированы RHS
- Angraecum Amazing Grace - A.florulentum x A.magdalenae - Takimoto, 1993
- Angraecum Crystal Star - A.rutenbergianum x A.magdalenae - Pulley, 1989
- Angraecum Cuculena - A.cucullatum x A.magdalenae - Hillerman, 1989
- Angraecum Eburlena - A.eburneum x A.magdalenae - Hillerman, 1984
- Angraecum Lady Lisa - A.scottianum x A.magdalenae - Williams, 1977
- Angraecum Lemförde White Beauty - A.magdalenae x A.sesquipedale - Lemförder Orch., 1984
- Angraecum Longilena - A.longicalcar x A.magdalenae - Hillerman, 2004
- Angraecum Ruffels - A.Eburlena x A.magdalenae - Hoosier, 2006
- Angraecum Sorodale - A.sororium x A.magdalenae - RHS, 2005
- Angraecum Stephanie - A.Veitchii x A.magdalenae - Hillerman, 1982
- Angraecum Superlena - A.eburneum subsp. superbum x A.magdalenae - Hillerman, 1983
- Angraecum Vigulena - A.magdalenae x A.viguieri - Hillerman, 1987
- Angraecum White Emblem - A.didieri x A.magdalenae - Matsuda, 1991

## Межродовыегибриды(грексы)
Зарегистрированы RHS
- Angranthes Etoile Filante - Aeranthes neoperrieri x A.magdalenae - Bourdon, 2001
- Angranthes Grandalena - Aeranthes grandiflora x A.magdalenae - Hillerman, 1978
- Angranthes Longilena - Aeranthes longipes x A.magdalenae - Hoosier, 1997
- Angranthes Lomarlynn - A.magdalenae x Aeranthes ramosa - Ilgenfritz, 1975
- Eurygraecum Walnut Valley - Eurygraecum Lydia (Angraecum sesquipedale x Eurychone rothschildiana) x A.magdalenae - R.& T., 2006